# President van de Filipijnen

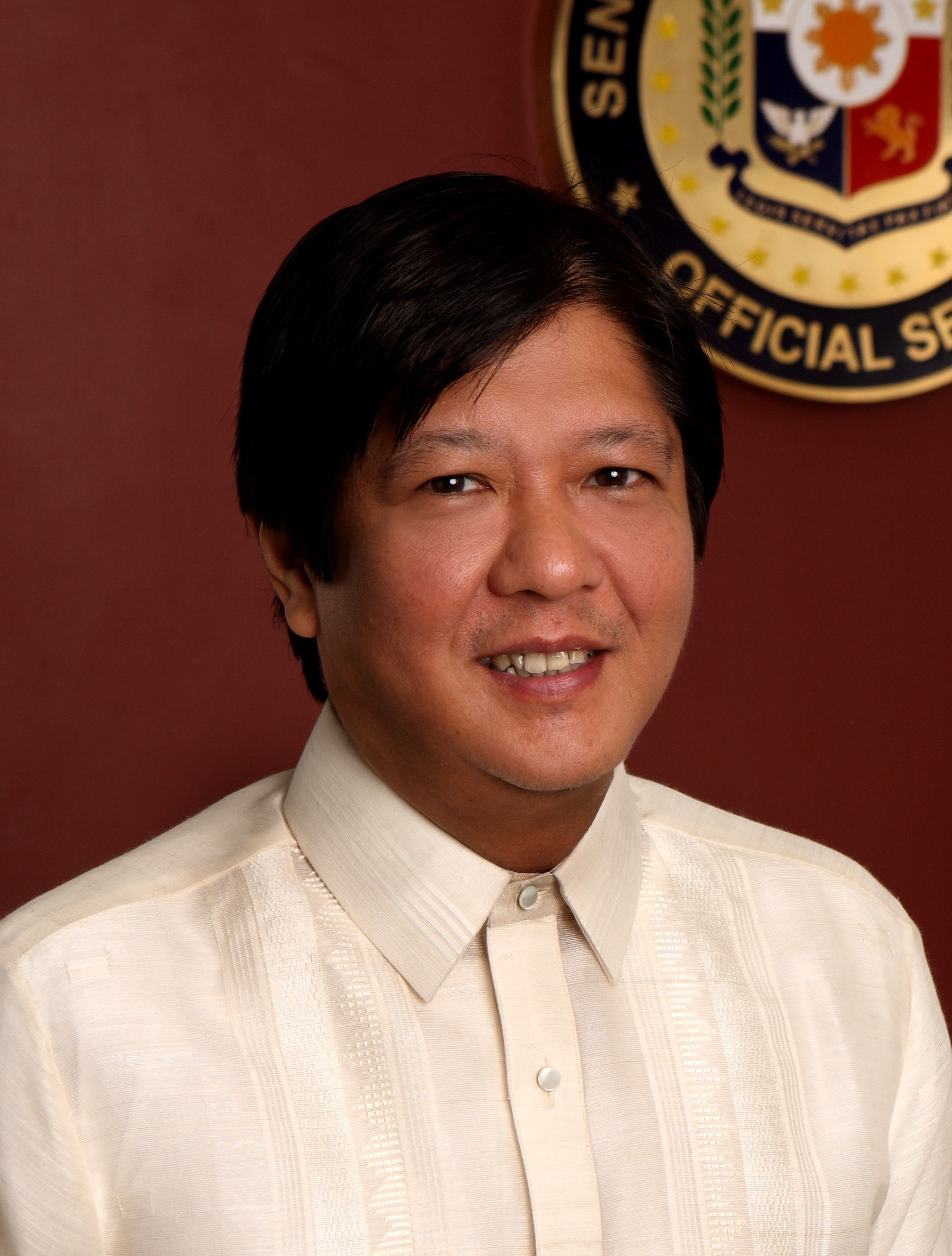
Ferdinand Marcos jr., de Filipijnse president sinds 2022

De president van de Filipijnen is het staatshoofd en het hoofd van de regering van de Filipijnse Republiek. De president geeft leiding aan alle uitvoerende departementen en draagt zorg voor een nauwgezette uitvoering van de wetgeving. Daarnaast is de president de opperbevelhebber van alle strijdkrachten van de Filipijnen. De president benoemt bovendien mensen in functies als hoofd van een uitvoerend departement, ambassadeur, consul, minister en hooggeplaatste officieren van de strijdkrachten.
Volgens artikel VII, Sectie 2 van de huidige grondwet uit 1987 gelden de volgende voorwaarden om president van de Filipijnen te kunnen worden:
De kandidaat
- is Filipino van geboorte
- is een geregistreerd stemmer
- kan lezen en schrijven
- is minimaal veertig jaar oud op de dag van de verkiezing
- woont minimaal tien jaar in de Filipijnen voorafgaand aan de verkiezing

De president wordt rechtstreeks door het volk gekozen. De kandidaat met de meeste stemmen wordt verkozen tot president. Indien twee kandidaten hetzelfde aantal stemmen behalen, zal het Filipijnse congres stemmen over de nieuwe president. 
De president wordt gekozen voor een termijn van zes jaar en mag zich niet verkiesbaar stellen voor een tweede termijn. 